# Спортивный директор (велоспорт)
Спортивный директор (фр. directeur sportif, также может использоваться прямое произношение директ спортиф и помечаться в зарубежных спортивных СМИ аббревиатурой DS) — одна из ключевых персон современной шоссейной велокоманды.

## Статус
В правилах Международного союза велосипедистов (UCI) предусматривается, что «каждая команда, за исключением региональных и клубных команд, должна иметь в своём составе одного человека в качестве спортивного директора». Это обозначение является необходимым условием для регистрации команды в UCI и для её участия в соревнованиях международного календаря.

## Роль

### В гонке
Во время гонок проводимых под эгидой UCI спортивный директор следует за пелотоном в машине-техничке в качестве водителя и общается по радио со своими гонщиками, помощниками команды и руководством гонки. Он информирует своих гонщиков о текущих событиях в гонке, опасных местах или погодных явлениях. Как правило, в машине также на заднем сиденье находится механик с запасными колёсами и прочим необходимым инвентарём. За редким исключением именно спортдиректор снабжает своих велогонщиков бутылками с водой, продуктами питания, одеждой и обувью так как согласно правилам UCI обслуживание на ходу должно идти со стороны водительской двери. В случае необходимости обеспечивает механическую помощь и первую медицинскую помощи.

### Вне гонки
Отвечает за организацию спортивных мероприятий спортсменов, также за социальные и человеческие условия в команде при соревнованиях. В последние годы роль спортивного директора стала более важной с тактической стороны в целях повышения сплоченности и конкурентоспособности велосипедной команды, поэтому он может придать стратегическое направление и отдавать приказы гонщикам. Кроме того, он может участвовать в тренировочной и гоночной программе гонщиков.

## Описание
Бывшие профессиональные велогонщики часто становятся спортдиректорами с их огромным опытом. Зачастую их задача совпадает с позицией менеджера команды, который отвечает за административные задачи и несёт общую ответственность за команду. Следует отметить, что некоторые командные менеджеры во время важных гонок сами начинают исполнять функции спортдиректора помогая своим коллегам. Также показала свою перспективность разделение их специализации для определённых гоночных ситуаций, таких как горный финиш или спринтерский этап.
С 1990-х годов область ответственности значительно изменилась благодаря использованию новых коммуникационных технологий. Чтобы выполнить ответственность за коллективную работу и реализацию стратегии гонки, он получает необходимую информацию через телевидение, радио-тур, командное радио, GPS и лэптоп. Во время соревнований спортивный директор получает все промежуточные времена, определяет положение своих гонщиков и соперников, даёт свои указания гонщикам. Эти новые технические возможности сделали групповую работу и гоночную тактику еще более важной.
Гордон Фрейзер описал свою роль как спортивного директора следующим образом:

Вероятно первое, что как специалист, я должен придумать тактический план на гонку, который максимизирует потенциал команды. Я также являюсь мотиватором. У меня должен быть хороший взгляд на талант. Иметь навыки по подбору персонала. Быть в хороших отношениях со СМИ и спонсорами. И очень хорошо если я не лихач, так как я провожу так много времени за рулём в непосредственной близости от людей, едущих на велосипедах. Но на самом деле всё возвращается к тому, чтобы иметь правильный план и хороший набор вариантов для его реализации, а затем чтобы эти сценарии были переданы гонщикам, чтобы они могли выполнить эту стратегию во время гонки.
Оригинальный текст (англ.)Probably the first thing is that I’m the person who has to come up with a tactical plan at the races that will maximize the potential of the team. I’m also a motivator. I have to have a good eye for talent. I have to have recruitment skills. I have to be good with media and sponsors. And it’s best if I’m not a reckless driver since I spend so much time driving in close proximity to people riding bikes. But really, it all goes back to having the right plan in place, and coming up with a good set of options, then making sure those scenarios are communicated to the riders so they can execute that strategy during the race.

Имена некоторых спортивных директоров всегда будут связаны с известными велогонщиками, которых они воспитали. Патрик Лефевр с Йоханом Мюзеувом и Томом Боненом; Сирилл Гимар с Бернардом Ино и Грегом Лемондом, а затем Лораном Финьоном; Жан де Грибалди с Шоном Келли и Хоакимом Агостиньо; Руди Певенаж с Яном Ульрихом; Йохан Брюнель с Лэнсом Армстронгом и Альберто Контадором. Это всего лишь несколько известных примеров.
В некоторых случаях ответственного за организацию велогонок на шоссе и треке также могут называть спортивным директором.